# Nycteola favillana
Nycteola favillana är en fjärilsart som beskrevs av Walker 1863. Nycteola favillana ingår i släktet Nycteola och familjen trågspinnare. Inga underarter finns listade i Catalogue of Life.